# Maximiliaan van Saksen (1759-1838)

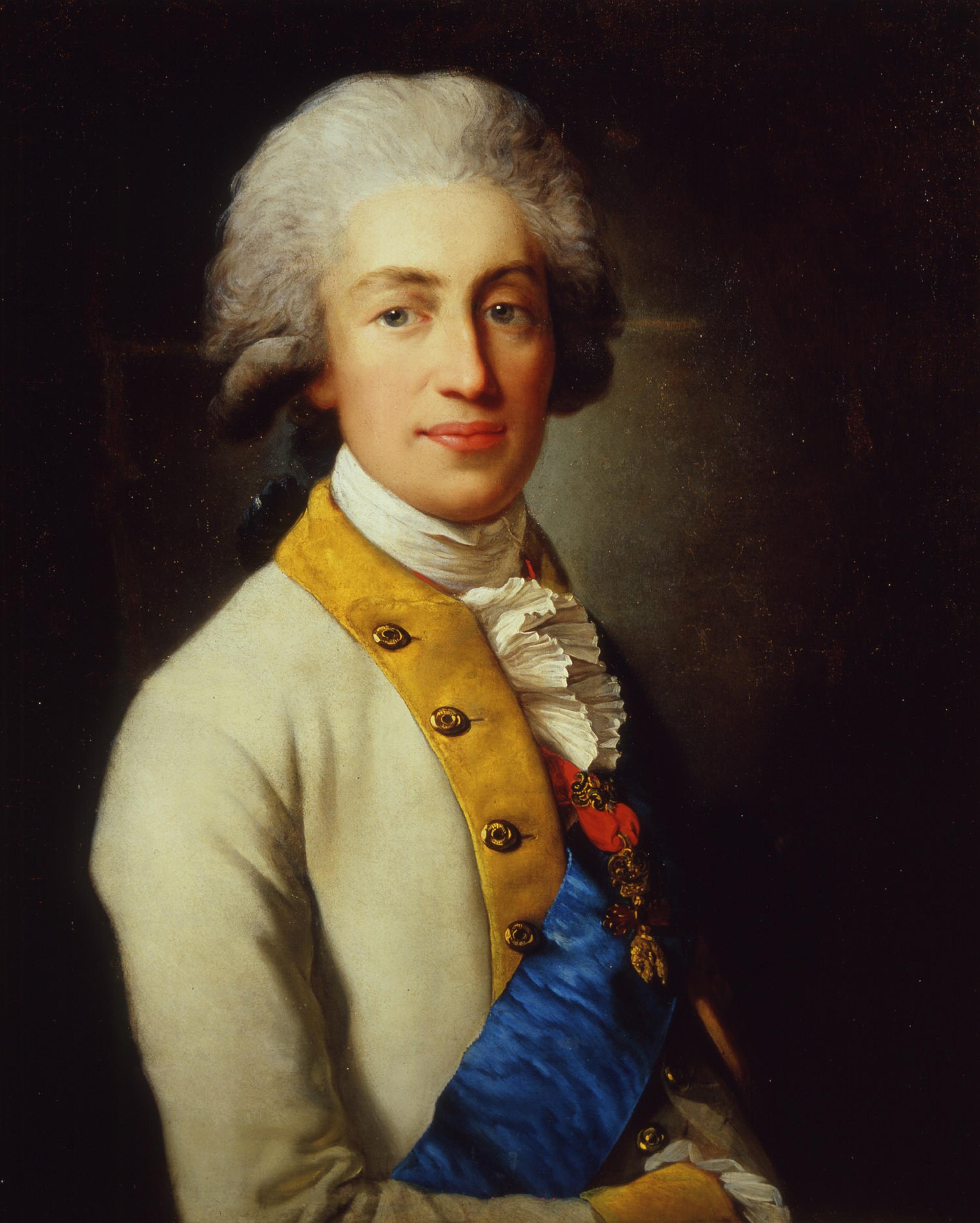
Maximiliaan van Saksen

Maximiliaan van Saksen (Dresden, 13 april 1759 - aldaar, 3 januari 1838) was de zesde en jongste zoon van keurvorst Frederik Christiaan van Saksen en Maria Antonia van Beieren. Zijn grootouders aan moederskant waren keizer Karel VII en Maria Amalia van Oostenrijk. Zijn grootouders aan vaderskant waren Frederik August II, koning van Polen als August III en keurvorst van Saksen en Maria Josepha van Oostenrijk.
Nadat het koninkrijk Saksen werd gesticht kreeg Maximiliaan de titel Prins van Saksen.
Op 9 mei 1792 trouwde Maximiliaan met prinses Carolina van Parma (1770-1804), een dochter van hertog Ferdinand van Parma en aartshertogin Maria-Amalia van Oostenrijk, dochter van keizerin Maria Theresia. Na de dood van Carolina in 1804 hertrouwde Maximiliaan op 7 november 1825 met prinses Maria Louisa van Bourbon-Parma, een nichtje van zijn eerste vrouw. Maximiliaan deed op 1 september 1830 afstand van zijn rechten op de Saksische troon, ten gunste van zijn zoon Frederik August.
Uit het huwelijk van Maximiliaan en Carolina werden zeven kinderen geboren:
- Maria Amalia (1794-1870), prinses van Saksen
- Maria Ferdinanda (1796-1865), trouwde met groothertog Ferdinand III van Toscane, een zoon van keizer Leopold II
- Frederik August (18 mei 1797 - 9 augustus 1854), werd na de dood van zijn oom, koning Anton, koning van Saksen
- Clemens (1798-1822), prins van Saksen
- Maria Anna (1799-1832), trouwde met groothertog Leopold II van Toscane, enige zoon van groothertog Ferdinand III van Toscane
- Johan (12 december 1801 - 29 oktober 1873), werd na de dood van zijn oudere broer, Frederik August, koning van Saksen
- Maria Josepha (6 december 1803 - 17 mei 1829), zij trouwde met de koning Ferdinand VII van Spanje

## Voorouders
| Voorouders van Maximiliaan van Saksen | Voorouders van Maximiliaan van Saksen                                                                   | Voorouders van Maximiliaan van Saksen                                                                   | Voorouders van Maximiliaan van Saksen                                              | Voorouders van Maximiliaan van Saksen                                              | Voorouders van Maximiliaan van Saksen                                                    | Voorouders van Maximiliaan van Saksen                                                    | Voorouders van Maximiliaan van Saksen                                              | Voorouders van Maximiliaan van Saksen                                              |
| ------------------------------------- | --- | --- | ---------------------------------------------------------------------------------- | ---------------------------------------------------------------------------------- | ---------------------------------------------------------------------------------------- | ---------------------------------------------------------------------------------------- | ---------------------------------------------------------------------------------- | ---------------------------------------------------------------------------------- |
| Overgrootouders                       | Keurvorst August II van Polen (1670–1733) ∞ Christiane Eberhardine van Brandenburg-Bayreuth (1671–1727) | Keurvorst August II van Polen (1670–1733) ∞ Christiane Eberhardine van Brandenburg-Bayreuth (1671–1727) | Keizer Jozef I (1678-1711) ∞ Amalia Wilhelmina van Brunswijk-Lüneburg (1673–1742)  | Keizer Jozef I (1678-1711) ∞ Amalia Wilhelmina van Brunswijk-Lüneburg (1673–1742)  | Maximiliaan II Emanuel van Beieren (1662-1726) ∞ Theresia Kunigunde Sobieska (1676-1730) | Maximiliaan II Emanuel van Beieren (1662-1726) ∞ Theresia Kunigunde Sobieska (1676-1730) | Keizer Jozef I (1678-1711) ∞ Amalia Wilhelmina van Brunswijk-Lüneburg (1673–1742)  | Keizer Jozef I (1678-1711) ∞ Amalia Wilhelmina van Brunswijk-Lüneburg (1673–1742)  |
| Grootouders                           | August III van Polen (1696-1763) ∞ Maria Josepha van Oostenrijk (1699-1757)                             | August III van Polen (1696-1763) ∞ Maria Josepha van Oostenrijk (1699-1757)                             | August III van Polen (1696-1763) ∞ Maria Josepha van Oostenrijk (1699-1757)        | August III van Polen (1696-1763) ∞ Maria Josepha van Oostenrijk (1699-1757)        | Keizer Karel VII Albrecht (1697-1745) ∞ Maria Amalia van Oostenrijk (1701-1745))         | Keizer Karel VII Albrecht (1697-1745) ∞ Maria Amalia van Oostenrijk (1701-1745))         | Keizer Karel VII Albrecht (1697-1745) ∞ Maria Amalia van Oostenrijk (1701-1745))   | Keizer Karel VII Albrecht (1697-1745) ∞ Maria Amalia van Oostenrijk (1701-1745))   |
| Ouders                                | Frederik Christiaan van Saksen (1722-1763) ∞ Maria Antonia van Beieren (1723-1780)                      | Frederik Christiaan van Saksen (1722-1763) ∞ Maria Antonia van Beieren (1723-1780)                      | Frederik Christiaan van Saksen (1722-1763) ∞ Maria Antonia van Beieren (1723-1780) | Frederik Christiaan van Saksen (1722-1763) ∞ Maria Antonia van Beieren (1723-1780) | Frederik Christiaan van Saksen (1722-1763) ∞ Maria Antonia van Beieren (1723-1780)       | Frederik Christiaan van Saksen (1722-1763) ∞ Maria Antonia van Beieren (1723-1780)       | Frederik Christiaan van Saksen (1722-1763) ∞ Maria Antonia van Beieren (1723-1780) | Frederik Christiaan van Saksen (1722-1763) ∞ Maria Antonia van Beieren (1723-1780) |
| Maximiliaan van Saksen (1759-1838)    | | |                                                                                    |                                                                                    |                                                                                          |                                                                                          |                                                                                    |                                                                                    |